# Daniel Podence
Daniel Castelo Podence (Oeiras, 21 de outubro de 1995) é um futebolista português que atua como ponta-direita. Atualmente defende o Al Shabab.

## Carreira
Começou a jogar futebol no Belenenses aos 7 anos de idade. Em junho de 2018, rescindiu seu contrato com o clube Sporting por justa causa devido a invasão e agressões de adeptos no balneário da Academia de Alcochete da referida equipa que atua na Primeira Liga de Portugal.

## Títulos
Sporting
- Taça de Portugal: 2014–15
- Taça da Liga: 2017–18

Moreirense
- Taça da Liga: 2016–17

Olympiacos
- Liga Conferência Europa da UEFA: 2023–24